# Андре Круз
Андре Круз (порт. André Cruz, нар. 20 вересня 1968, Пірасікаба) — бразильський футболіст, що грав на позиції захисника.
Виступав, зокрема, за клуби «Стандард» (Льєж) та «Спортінг», а також національну збірну Бразилії. У складі збірної — володар Кубка Америки та віце-чемпіон світу.

## Клубна кар'єра
Вихованець футбольної школи клубу «Понте-Прета». Дорослу футбольну кар'єру розпочав 1987 року в основній команді того ж клубу, в якій провів два сезони.
У 1990 році він перебирається у «Фламенго», з яким виграв Кубок Бразилії в тому ж році.
Влітку 1990 року починаються пригоди бразильця в Європі: гравця придбав льєзький «Стандард». З бельгійським клубом він завоював Кубок у сезоні 1992/93.
У 1994 році Крус перебрався в Італію, а саме в «Наполі», у складі якого провів наступні три роки своєї кар'єри гравця. Влітку 1997 року після того, як він підписав попередню угоду з «Інтернаціонале», їм серйозно зацікавився «Мілан», який віддав «нерадзуррі» Франческо Мор'єро як відшкодування можливого переходу бразильського захисника. У стані «росонері» Крус проводить неоднозначний сезон, як і вся команда. У другому сезоні «Мілан» очолив Альберто Дзаккероні і бразилець став з'являтись на полі набагато рідше, тому після половини чемпіонату після п'ятирічної відсутності повернувся на правах оренди в «Стандард».
У Бельгії Крус відіграв шість місяців, а потім знову відправився в Італію, де виступав в складі «Торіно». 
У січні 2000 року захисник перейшов у лісабонський «Спортінг». З португальцями він здобуває перемогу в двох чемпіонатах (1999/00, 2001/02), а також виграв Суперкубок (2000) і Кубок Португалії (2001/02).
У 2002 році Андре повернувся до Бразилії, де виступав в командах «Гояс» (2002 і 2004) і «Інтернасьйонал» (2003), після чого завершив професійну ігрову кар'єру.

## Виступи за збірні
1985 року дебютував у складі юнацької збірної Бразилії.
1987 року залучався до складу молодіжної збірної Бразилії. Зі збірною взяв участь в Панамериканських іграх 1987 року, де він зіграв 4 матчі і забив один гол.
З 1987 по 1988 рік захищав кольори олімпійської збірної Бразилії. У складі цієї команди провів 11 матчів, забив 3 голи. У складі збірної — учасник футбольного турніру на Олімпійських іграх 1988 року у Сеулі, на яких став олімпійським срібним медалістом.
3 серпня 1988 року дебютував в офіційних матчах у складі національної збірної Бразилії в товариській грі проти Австрії, і забив свій єдиний гол у ворота збірної Італії в товариському поєдинку, що відбувся 14 жовтня 1989 року в Болоньї. 
У складі збірної був учасником розіграшу Кубка Америки 1989 року у Бразилії, здобувши того року титул континентального чемпіона, розіграшу Кубка Америки 1995 року в Уругваї, де разом з командою здобув «срібло», та чемпіонату світу 1998 року у Франції, де також здобув «срібло».
Остання гра (товариська) Андре Круса за збірну датується 3 червня 1998 року проти Андорри, що відбулася в Парижі. Протягом кар'єри у національній команді, яка тривала 11 років, провів у формі головної команди країни 31 матч, забивши 1 гол.

## Статистика
| Чемпіонат  | Чемпіонат         | Чемпіонат     | Ліга | Ліга |
| Сезон      | Клуб              | Ліга          | Ігри | Голи |
| Бразилія   | Бразилія          | Бразилія      | Ліга | Ліга |
| ---------- | ----------------- | ------------- | ---- | ---- |
| 1986       | «Понте-Прета»     | Серія A       | 14   | 0    |
| 1987       | «Понте-Прета»     |               | 0    | 0    |
| 1988       | «Понте-Прета»     | Серія B       | 0    | 0    |
| 1989       | «Понте-Прета»     | Серія B       | 0    | 0    |
| 1990       | «Фламенго»        | Серія A       | 26   | 5    |
| Бельгія    | Бельгія           | Бельгія       | Ліга | Ліга |
| 1990-91    | «Стандард» (Льєж) | Ліга Жупіле   | 28   | 2    |
| 1991-92    | «Стандард» (Льєж) | Ліга Жупіле   | 30   | 5    |
| 1992-93    | «Стандард» (Льєж) | Ліга Жупіле   | 16   | 2    |
| 1993-94    | «Стандард» (Льєж) | Ліга Жупіле   | 33   | 9    |
| Італія     | Італія            | Італія        | Ліга | Ліга |
| 1994-95    | «Наполі»          | Серія A       | 30   | 7    |
| 1995-96    | «Наполі»          | Серія A       | 29   | 1    |
| 1996-97    | «Наполі»          | Серія A       | 24   | 5    |
| 1997-98    | «Мілан»           | Серія A       | 11   | 1    |
| 1998-99    | «Мілан»           | Серія A       | 2    | 0    |
| Бельгія    | Бельгія           | Бельгія       | Ліга | Ліга |
| 1998-99    | «Стандард» (Льєж) | Ліга Жупіле   | 10   | 1    |
| Італія     | Італія            | Італія        | Ліга | Ліга |
| 1999-00    | «Торіно»          | Серія A       | 13   | 1    |
| Португалія | Португалія        | Португалія    | Ліга | Ліга |
| 1999-00    | «Спортінг»        | Прімейра-Ліга | 18   | 4    |
| 2000-01    | «Спортінг»        | Прімейра-Ліга | 33   | 2    |
| 2001-02    | «Спортінг»        | Прімейра-Ліга | 27   | 3    |
| Бразилія   | Бразилія          | Бразилія      | Ліга | Ліга |
| 2002       | «Гояс»            | Серія A       | 16   | 1    |
| 2003       | «Інтернасьйонал»  | Серія A       | 10   | 1    |
| 2004       | «Гояс»            | Серія A       | 2    | 0    |
| Країна     | Бразилія          | Бразилія      | 68   | 7    |
| Країна     | Бельгія           | Бельгія       | 117  | 19   |
| Країна     | Італія            | Італія        | 109  | 15   |
| Країна     | Португалія        | Португалія    | 78   | 9    |
| Всього     | Всього            | Всього        | 372  | 50   |

| Збірна Бразилії | Збірна Бразилії | Збірна Бразилії |
| Роки            | Ігри            | Голи            |
| --------------- | --------------- | --------------- |
| 1988            | 2               | 0               |
| 1989            | 12              | 1               |
| 1990            | 0               | 0               |
| 1991            | 0               | 0               |
| 1992            | 0               | 0               |
| 1993            | 0               | 0               |
| 1994            | 0               | 0               |
| 1995            | 9               | 0               |
| 1996            | 4               | 0               |
| 1997            | 3               | 0               |
| 1998            | 1               | 0               |
| Всього          | 31              | 1               |

## Титули і досягнення

### Клубні
- Володар Кубка Бразилії (1):

«Фламенго»: 1990
- Володар Кубка Бельгії (1):

«Стандард» (Льєж): 1992/93
- Чемпіон Португалії (2):

«Спортінг»: 1999/00, 2001/02
- Володар Кубка Португалії (1):

«Спортінг»: 2001/02
- Володар Суперкубка Португалії (1):

«Спортінг»: 2000

### Збірні
- Переможець Панамериканських ігор: 1987
- Володар Кубка Америки: 1989
- Срібний призер Кубка Америки: 1995
- Срібний олімпійський призер: 1988
- Віце-чемпіон світу: 1998